# Filtre à manches
 (mars 2020).
Si vous disposez d'ouvrages ou d'articles de référence ou si vous connaissez des sites web de qualité traitant du thème abordé ici, merci de compléter l'article en donnant les références utiles à sa vérifiabilité et en les liant à la section « Notes et références ».
Les filtres à manches sont des filtres employés dans la filtration industrielle. L'inventeur du filtre à manches est l'industriel allemand Wilhelm Beth. Ils font partie des techniques d’assainissement particulaire de l’air ambiant en milieu industriel. Ils sont l’un des moyens les plus performants de séparer les poussières transportées par une veine d’air, collectée dans un conduit. Les aciéries, les cimenteries, les usines d'incinérations, les producteurs pharmaceutiques, les fabricants de produits alimentaires, les producteurs de produits chimiques et autres entreprises industrielles utilisent souvent des filtres à manches pour contrôler les émissions de polluants atmosphériques ,.

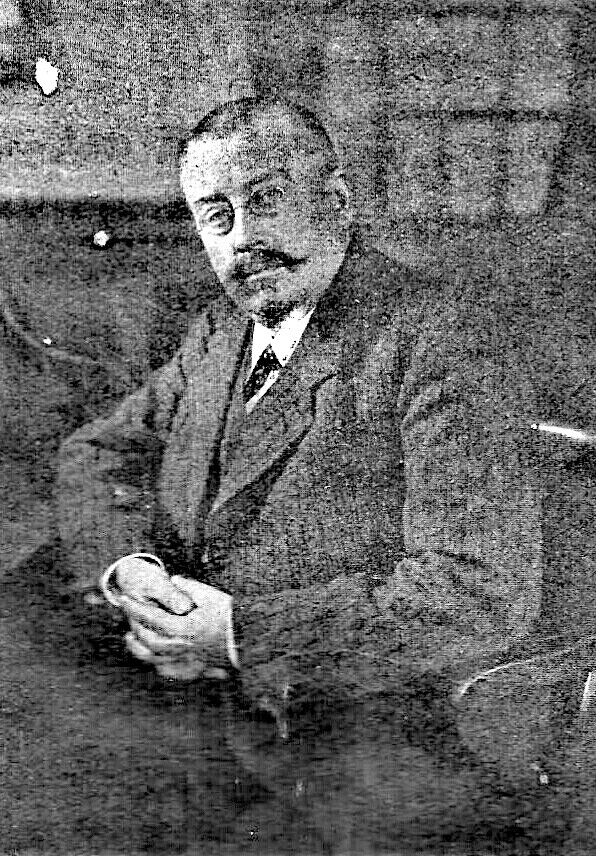
Wilhelm Beth (1855-1922)

## Introduction
Le filtre à manches est l’un des moyens les plus performants de séparer les poussières transportées par une veine d’air, collectée dans un conduit.

### Type de filtre à manches
Les filtres à manches sont souvent classés selon la méthode de nettoyage des manches utilisée. En effet, les manches se couvrent de poussière après quelques minutes de filtration (c'est ce qu'on appelle le colmatage). L’épaisseur de cette couche de poussière fait augmenter la perte de charge. Afin d'éviter au ventilateur de tirage de consommer trop d'énergie pour filtrer les particules, il faut enlever la couche de poussière sur les manches (on dit alors qu'on décolmate). On classe souvent les filtres à manches selon la méthode de décolmatage utilisée : par agitation mécanique, par flux-d'air inversé ou par injection d'air comprimé.
Décolmatage par agitation mécaniqueUn dispositif mécanique vient secouer la barre supérieure horizontale à laquelle sont suspendues les manches. Les vibrations produites par un arbre à cames motorisé remuent la barre et créent des secousses sur les manches faisant ainsi tomber le gâteau de poussière formé à l’intérieur des manches.
Décolmatage par flux d'air inverséLes gaz bruts entrent par le bas du filtre et pénètrent à l'intérieur des manches ou les poussières sont arrêtées. Le FAM est divisé en compartiments qui sont décolmatés un par un à l’aide d’un flux inversé d’air à travers les manches pour permettre un fonctionnement en continu (pendant le temps de décolmatage d’un compartiment, on fonctionne avec un compartiment en moins). Avant de commencer le décolmatage, le compartiment est isolé du flux de gaz bruts. Les manches sont décolmatées par un rétro soufflage d’air. Le rétro soufflage “dégonfle” et contracte les manches ce qui provoque la brisure du gâteau de poussière accumulée et sa chute dans la trémie en-dessous facilitée par le courant d’air descendant.

#### Décolmatage par injection d'air comprimé
Cette technique est actuellement la plus répandu dans l'industrie. L’injection d’air comprimé à l’intérieur des manches, à contre-courant du sens de filtration et pendant un temps très court, provoque le détachement du gâteau de particules qui tombe sous forme d’agglomérats de différentes tailles dans la trémie constituant la partie basse de l’enceinte et qui sont ensuite évacués par une écluse rotative.

### Les sous-ensembles d’un filtre à manches
On peut découper un filtre à manches en sous-ensembles :
- L’alimentation
- Les ensembles filtrants
- Le compartiment air filtré
- Le décolmatage
- La trémie et son évacuation
- La sortie d’air filtré

## L’alimentation
La conception de la gaine d'arrivée de la veine d’air, et de l’entrée dans le filtre doit tenir compte des impératifs suivants :
- Assurer une bonne répartition sur l’ensemble de la surface filtrante ;
- Éviter les risques d’abrasion des tôleries et surtout de manches filtrantes
- Éventuellement faciliter une pré-décantation de façon à charger le moins possible les manches.

Une mauvaise conception de l'alimentation induit une perte de charge inutile et donc une surconsommation voir la nécessité de surdimensionner le moto-ventilateur. Des fuites à cet endroit induisent un écoulement perturbé dans le filtre et une perte d'aspiration au niveau de l'ambiance à dépolluer.

## Les ensembles filtrants
Ils sont classiquement constitués de :
Manches filtrantesAssurent le maintien du gâteau et la filtration. Une manche percée est fortement préjudiciable au bon fonctionnement du filtre car elle autorise le passage d'une importante quantité de particules
MannequinsMaintiennent les manches en forme malgré la dépression due à la perte de charge. Un mannequin abimé peut entrainer d'importantes déchirures sur les manches.
Éventuelles embouchuresAssurent la liaison entre la tôlerie et la manche filtrante. Un défaut sur les embouchures offre un passage aux particules autre que les manches filtrantes.

## Le compartiment air filtré

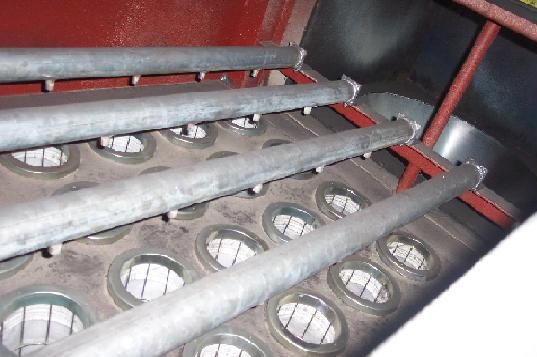
Compartiment « air propre » (air filtré) d'un filtre.

C’est dans ce compartiment que débouchent toutes les manches filtrantes. Il collecte donc l’air filtré. C’est à cet endroit que sont installés les systèmes d’injection d’air de décolmatage. On peut accéder à ce compartiment grâce à des portes et certaines opération de vérification ou maintenance nécessitent de s'y introduire entièrement.
Cette partie à moins tendance à poser des problèmes d'entretien étant donné que l'air qui y circule est propre.
Des fuites apparaissent parfois au niveau des portes d'accès, réduisant ainsi l'aspiration, et pouvant provoquer des introductions d'air froid génératrices de condensations et donc d'oxydation.

## Le décolmatage
À l’exception des décolmatages à secousses, aujourd'hui marginaux, le principe consiste toujours à envoyer de l’air dans les manches à contre-courant du flux de filtration. Le « choc » ainsi créé dans les manches les ébranle et entraîne la chute d'une partie du gâteau.
Tout problème concernant le décolmatage a des conséquences très grave sur l'intégralité du système de filtration.
À défaut d'un décolmatage efficace, l'accumulation du gâteau entraîne d'énormes pertes de charge pouvant mener jusqu'à rendre le système totalement inefficace.

### À l'air comprimé

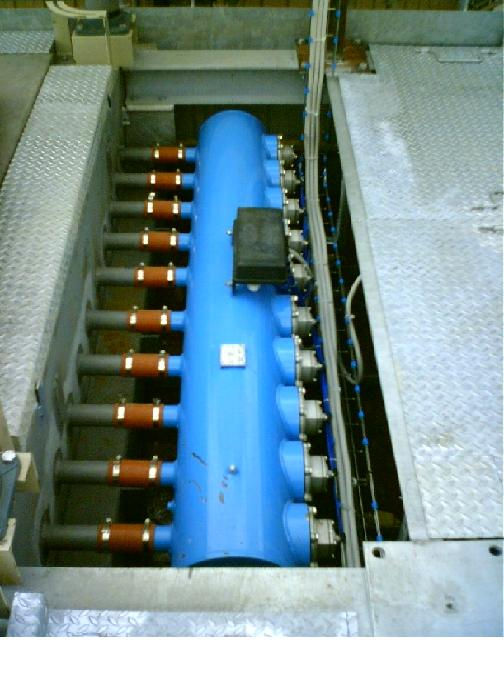
Réservoir à air comprimé pour le décolmatage des manches d'un filtre.

Le filtre est raccordé à une alimentation en air comprimé. Souvent, il comporte une nourrice assurant un débit instantané suffisant. L’air comprimé doit être sec, propre et déshuilé, à une pression réglable de 3 à 6 bars.
De façon à économiser l’usure des manches filtrantes, et à maintenir un gâteau optimal, on devra chercher la pression minimale nécessaire au maintien d’une perte de charge correcte au niveau du filtre (entre 80 et 250 daPa).
L’air comprimé est envoyé successivement dans des rampes par l’intermédiaire d’électrovannes spécialement conçues pour cet usage. Elles ont la particularité de pouvoir offrir une grande ouverture de passage (jusqu’à 2°) avec un temps de réponse très court (quelques dixièmes de secondes).
Le décolmatage est assuré par l’air induit par le mouvement de l’impulse d’air comprimé (effet venturi).

### À ventilateur basse pression

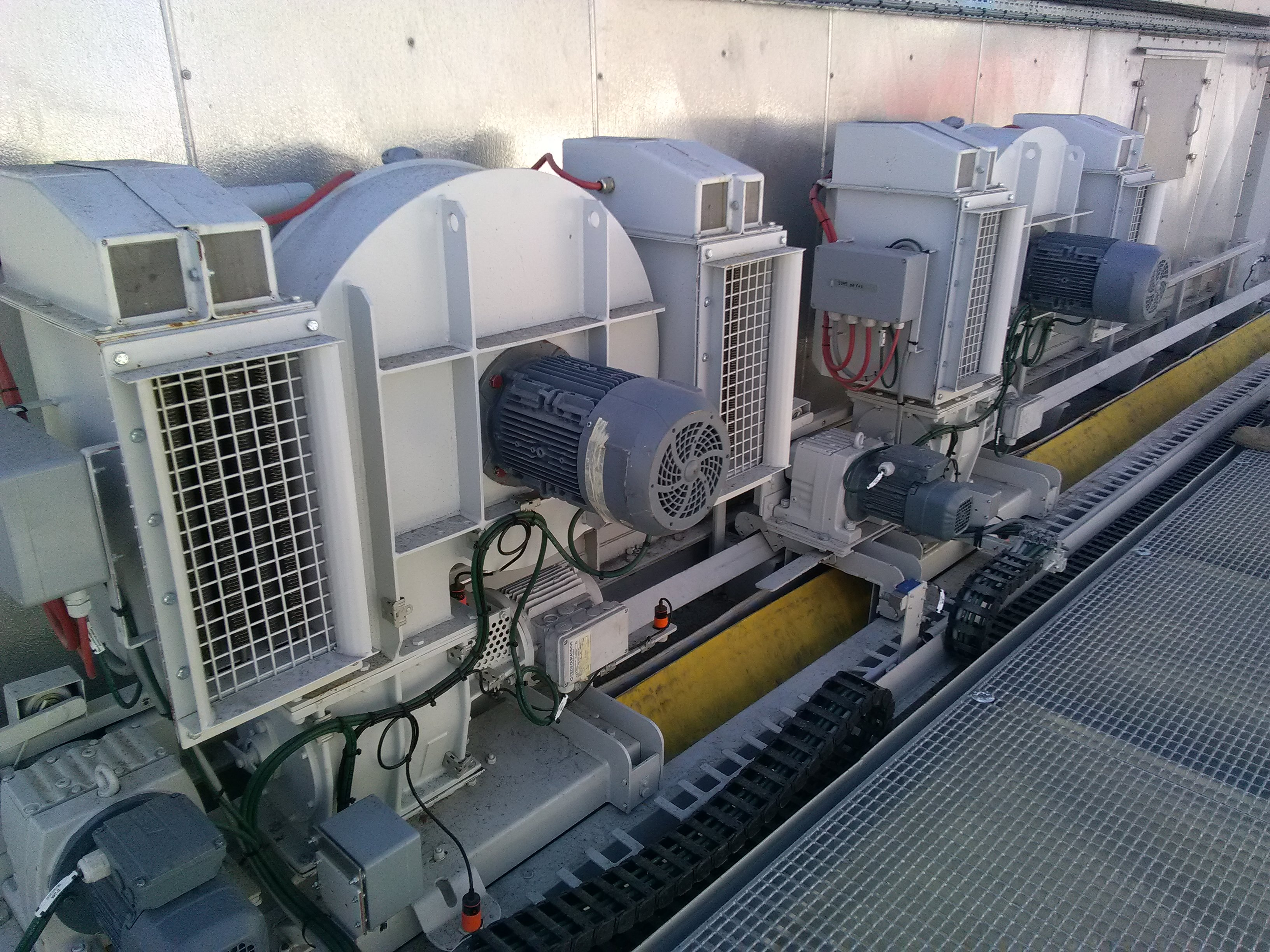
Ventilateur basse pression sur chariot mobile pour le décolmatage des manches

Un ventilateur centrifuge délivre un volume d’air de décolmatage important, à une pression de l’ordre de 500 daPa. Cet air est acheminé successivement vers chaque rangée de manches par un ensemble mobile.

## La trémie et son évacuation
Cet ensemble doit assurer l’évacuation en continu des poussières arrêtées par le filtre. Cette évacuation doit se produire sans entrée d’air faux. Le débit d'évacuation doit être suffisant pour assurer de maintenir la trémie vide. La trémie n’est pas un moyen de stockage, c’est un « entonnoir ».

## La sortie d’air filtré
Sa conception contribue elle aussi à la bonne répartition de la veine d’air. Elle doit permettre également une circulation sans perte de charge anormale.